# Rudiviridae
Rudiviridae es una familia de virus que infectan arqueas. Pertenece al Grupo I de la Clasificación de Baltimore.

## Taxonomía
La familia incluye los siguientes géneros:
- Azorudivirus
- Hoswirudivirus
- Icerudivirus
- Itarudivirus
- Japarudivirus
- Mexirudivirus
- Usarudivirus

## Descripción
Los viriones tienen forma de varilla rígida y miden aproximadamente 600–900 × 23 nm. No poseen envoltura vírica y consiste en una superhélice en forma de tubo formada por ADN bicatenario y múltiples copias de una proteína estructural principal. En cada extremo, el tubo lleva tapones, de aproximadamente 50 × 6 nm, a los que se anclan tres fibras de la cola. Estas fibras de la cola parecen estar involucradas en la adsorción sobre la superficie de la célula huésped. La longitud de los viriones es proporcional al tamaño del ADN viral empaquetado. Los genomas son de ADN bicatenario lineal que varían de 24,655 a 35,482 pb. Los genomas tienen repeticiones terminales largas invertidas, que van desde 1365 bp a 2032 bp. La replicación viral se produce en el citoplasma y la entrada a la célula huésped se realiza por absorción.
Los viriones contienen una proteína principal altamente glicosilada de aproximadamente 14,5 kDa y tres proteínas secundarias con masas moleculares de aproximadamente 50, 58 y 110 kDa, la mayor de las cuales participa en la formación de los filamentos terminales. Se muestra que la principal proteína estructural genera estructuras tubulares largas in vitro. La estructura de la proteína adopta un pliegue de haz de cuatro hélices que está estabilizado por un núcleo hidrófobo extenso, con hélices que varían de 11 a 19 aminoácidos de longitud, y es idéntica al pliegue de haz de cuatro hélices de las dos principales proteínas estructurales de la familia Lipothrixviridae.

## Relación filogenética
Los miembros de Rudiviridae comparten características estructurales y genómicas con los virus de la familia Lipothrixviridae, que contiene virus con envoltura vírica y forma de bastón. Los virus de las dos familias tienen genomas de ADN bicatenario lineales y comparten hasta nueve genes únicos. Además, las partículas filamentosas de rudivirus y lipotrixvirus se forman de proteínas de la cápside homólogas y estructuralmente similares. Debido a estas propiedades compartidas, los virus de las dos familias se agruparon en el orden Ligamenvirales.
Los miembros de los ligamenvirales están relacionados estructuralmente con los virus de la familia Tristromaviridae que, al igual que los lipotrixvirus, poseen envoltura vírica y codifican la proteína principal SIRV2 homóloga a los liganmevirales. Debido a estas similitudes estructurales, se propuso unificar el orden Ligamenvirales y la familia Tristromaviridae dentro del dominio Adnaviria.